# Cornu mazzullii
Cornu mazzullii (De Cristofori & Jan, 1832) è un mollusco gasteropode della famiglia Helicidae, endemico della Sicilia.

## Descrizione

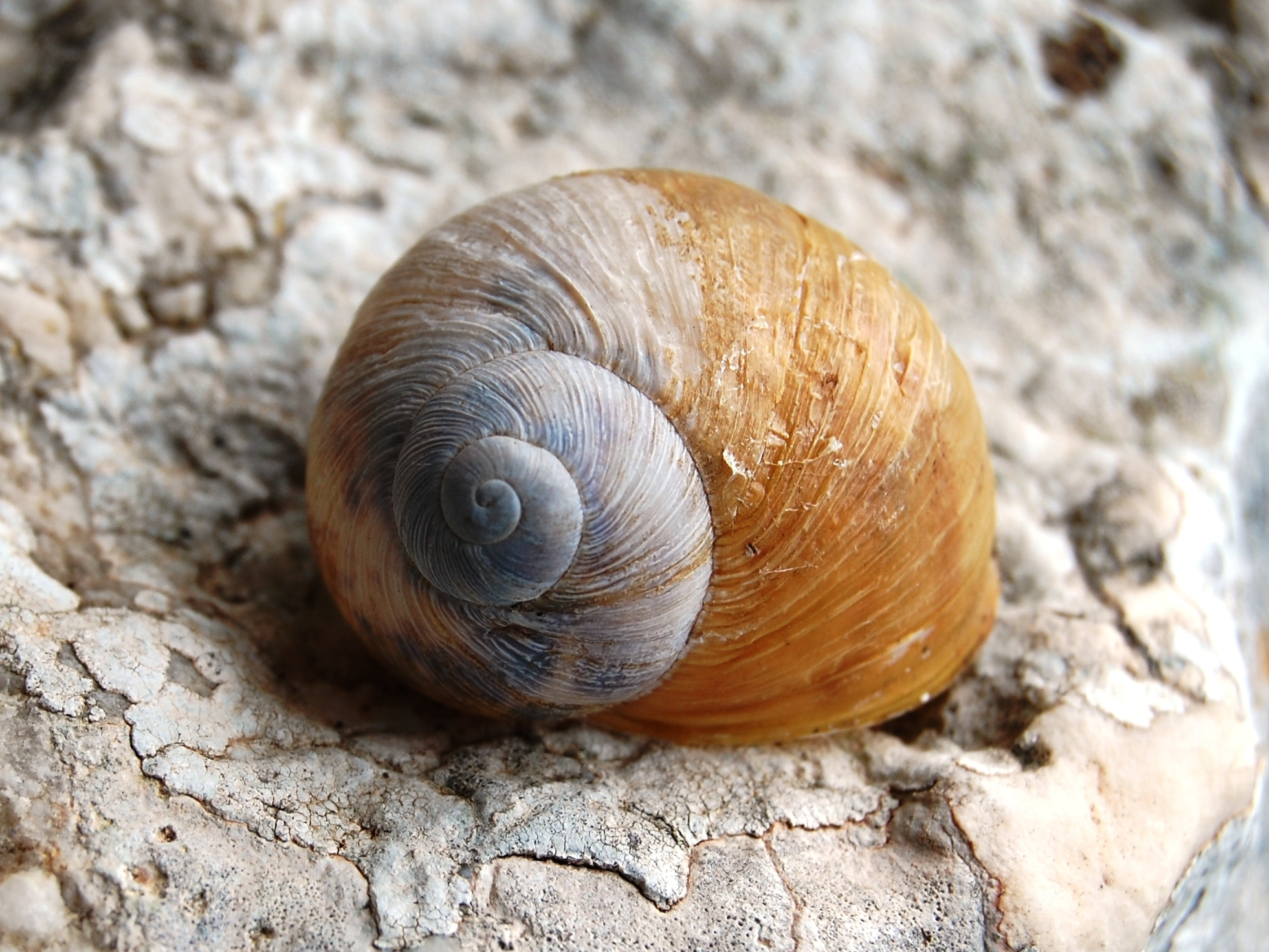

È una chiocciola lunga 3–5 cm, con conchiglia a spira panciuta ed angolo apicale retto.

## Biologia
Secerne una bava acida, di colore giallo-verdognolo, che provoca lo scioglimento del carbonato di calcio delle rocce calcaree; poi, aiutandosi con la radula, raschia la roccia disciolta, scavando dei fori circolari, talora profondi e coalescenti, che utilizza come riparo contro i predatori.

## Distribuzione e habitat
Distribuzione limitata alla Sicilia nord-occidentale, nella fascia costiera da Trapani a Cefalù, con piccole popolazioni più o meno isolate l'una dall'altra.

## Conservazione
La Lista rossa IUCN classifica Cornu mazzullii come specie in pericolo di estinzione (Endangered).
Negli ultimi decenni le popolazioni sono andate incontro ad un lento declino, sia per l'intensa raccolta per uso alimentare che per la riduzione dell'habitat.
La si trova in diverse aree protette della Sicilia nord-occidentale quali la riserva di Monte Cofano, la riserva di Capo Gallo e la riserva di Monte Pellegrino.